# Орета (Луизијана)
Орета (енгл. Oretta) насељено је место без административног статуса у америчкој савезној држави Луизијана.

## Демографија
По попису из 2010. године број становника је 418.
| Група             | 2000.    | 2010.       |
| Белци             | 0 (0,0%) | 388 (92,8%) |
| Афроамериканци    | 0 (0,0%) | 5 (1,2%)    |
| Азијати           | 0 (0,0%) | 0 (0,0%)    |
| Хиспаноамериканци | 0 (0,0%) | 10 (2,4%)   |
| Укупно            | 0        | 418         |